# 브로민화 삼플루오린화 메테인
브로민화 삼플루오린화 메테인(Bromotrifluoromethane)은 할론 1301으로도 잘 알려져 있으며, 유기화합물 CBrF3을 일컫는다.

## 특성
| 특성                   | 값                    |
| ---------------------- | --------------------- |
| 임계온도 (Tc)          | 66.9 °C (340.08 K)    |
| 임계압력 (pc)          | 3.956 MPa (39.56 bar) |
| 임계밀도 (ρc)          | 5.13 몰.l-1           |
| 오존희박화가능도 (ODP) | 10 (CCl3F = 1)        |
| 지구온난화가능도 (GWP) | 6900 (CO2 = 1)        |

## 용도
1960년대에 가스 소화기의 재료로 도입되었으며, 값비싼 재료여서 항공기, 메인프레임 컴퓨터, 전화 교환기에 쓰였다.

## 안전성
불필요한 하론 1301의 노출에 주의해야 하며, 7퍼센트 농도의 하론에 15분 이상 노출되면 안 된다. 하론 1301의 5~7퍼센트 농도에 노출될 경우 살짝 느낌이 올 정도의 약한 증상을 보이며, 7~10퍼센트의 농도에서는 중추신경계에 경미한 어지름증이나 메스꺼움 등을 느낀다.
또한 오랜 시간 방치될 경우 독성과 따끔거림이 있는 부식성 기체인 브로민화 수소와 플루오린화 수소가 발생할 수 있다.

## 같이 보기
- 소화기
- 몬트리올 의정서